# 倫古萊圖鄉
44°37′N 25°39′E / 44.617°N 25.650°E
倫古萊圖鄉（羅馬尼亞語：Comuna Lungulețu, Dâmbovița），是羅馬尼亞的鄉份，位於該國南部，由登博維察縣負責管轄，面積33平方公里，海拔高度139米，2007年人口5,773，人口密度每平方公里173人。